# Armascirus armata
Armascirus armata är en spindeldjursart som först beskrevs av Banks 1914.  Armascirus armata ingår i släktet Armascirus och familjen Cunaxidae. Inga underarter finns listade i Catalogue of Life.